# Clupeoides borneensis
Clupeoides borneensis és una espècie de peix pertanyent a la família dels clupeids.

## Descripció
- Pot arribar a fer 8 cm de llargària màxima.
- 12-18 radis tous a l'aleta dorsal i 16-27 a l'anal.
- A diferència d'altres espècies del mateix gènere, no té cap franja platejada o grisa al llarg dels costats.[6][7][8]

## Alimentació
Menja sobretot crustacis planctònics.

## Hàbitat
És un peix d'aigua dolça i salabrosa, pelàgic i de clima tropical (17°N-4°S).

## Distribució geogràfica
Es troba al sud de Borneo i les conques dels rius Chao Phraya i Mekong a Laos, Tailàndia, Cambodja i el Vietnam.

## Observacions
És inofensiu per als humans.